# Штейн, Владимир Михайлович
Влади́мир Миха́йлович Штейн (3 февраля 1940, Москва — 14 октября 2000, там же) — советский театральный режиссёр

-кукольник, театральный деятель и преподаватель режиссёрского искусства, заслуженный деятель искусств Башкирской АССР (1977).
Штейн был учеником С. В. Образцова и работал режиссёром в его Центральном театре кукол (1970—1975). Свои главные спектакли, заслужившие ему международное признание, он поставил, будучи главным режиссёром Башкирского театра кукол в Уфе (1975—1983). Вернувшись в Москву, Штейн основал Московский театр детской книги «Волшебная лампа» (1989—2000) и занимал в нём пост главного режиссёра. При театре он создал благотворительный центр творческой реабилитации детей-инвалидов (1996). За театр «Волшебная лампа» Штейн был посмертно удостоен Государственной премии Российской Федерации 2002 г. в области литературы и искусства.

## Биография
Владимир Штейн родился 3 февраля 1940 года в Москве. С детства мечтал о сцене, играл в спектаклях в Московском Доме пионеров — так называемом «гордоме на Стопани» (по месту расположения в переулке Стопани — такое название носил в 1933—1994 гг. переулок Огородная Слобода). После школы подал заявления в театральные институты, но принят на актёра не был. «Понимаете, юноша, вы слишком умны для актёра, — заметил Штейну на вступительном прослушивании Б. Захава. — Актёр должен быть простодушен. Вам лучше стать режиссёром…» Тот же «диагноз» поставил и кинорежиссёр С. Герасимов: «Смотрю я, Владимир Михайлович, на ваши кинопробы и думаю: ну, кого вы, дорогой мой, будете играть в пятьдесят лет? Вредителей, шпионов и немецких офицеров? Идите в режиссуру…»
Чтобы наработать двухлетний трудовой стаж, необходимый для поступления на режиссёрский факультет, Штейн поступил на работу в Дом пионеров на Стопани. Там ему поручили создать кукольную студию. Вскоре Штейн выпустил первый кукольный спектакль — «Кошкин дом» С. Маршака. Спектакль получился, о Штейне заговорили.
В 1962 году, в стенах нового здания Дворца пионеров на Ленинских горах, юный режиссёр Володя Штейн встретился со своей будущей женой и партнёром по театру Мариной Грибановой (она пришла школьницей в кукольную студию «Глобус») и не расставался с нею до конца жизни. За Дворцом пионеров последовал Клуб кожевенного завода, куда в 1965 году со своими подросшими и вышедшими из пионерского возраста студийцами ушёл Владимир Штейн. Именно там были созданы спектакли, определившие последующее творчество этих двух людей, и впервые были проговорены мысли и идеи, которые развивали эти художники в дальнейшем. На спектакли Штейна обратили внимание основатели Центрального театра кукол Ленора Шпет, Евгений Сперанский и Сергей Образцов и взяли его к себе в ученики.

### У Образцова
В 1968 году Штейн окончил Высшие режиссёрские курсы при ГИТИСе (рук. С. В. Образцов). Его дипломным спектаклем был «Солдат и ведьма» — первый спектакль на малой сцене нового здания театра Образцова. После этого спектакля Образцов пригласил Штейна на постоянную работу.
С 1970 года Штейн работал режиссёром‑ассистентом, затем режиссёром в театре Образцова и одновременно был преподавателем ГИТИСа. У Образцова молодой режиссёр создал много заметных спектаклей: «Таинственный гиппопотам», «Наша Чукоккала», «Три толстяка». В какой-то момент Штейн понял: пора уходить; чтобы осуществить свои замыслы, ему нужен был свой театр.

### В Уфе
Из нескольких театров, в которые Штейна приглашали на должность главного режиссёра, Штейн выбрал Уфу, где в начале 1970-х он уже поставил несколько «разовых» спектаклей: «Чинчрака» (1972), «Дюймовочка» (1973), «Орлёнок учится летать». Там была перспектива — для Башкирского государственного театра кукол строилось новое современное здание. В 1976 году Штейн вместе со своим постоянным художником (и женой) Мариной Грибановой уехал в Уфу и принял должность главного режиссёра. Под руководством Штейна в конце 1970-х — начале 1980-х годов этот театр стал одним из самых ярких и известных на советском кукольном небосклоне. Период работы в этом театре остался самым плодотворным и в творчестве Штейна, и в биографии театра («Белый пароход» Ч. Айтматова (1977), «Не бросай огонь, Прометей!» М. Карима, «Божественная комедия» И. Штока, «Орлёнок учится летать» А. Фаткуллина и Д. Рашкина, «Урал-батыр» Г. Шафикова, «Приключения Буратино» (1983), «Галима» М. Гафури (1980) и др.). Штейн создал в Уфе «спектакли-размышления о человеке в бесчеловечной системе, о свободе среди рабов, о любви в океане ненависти». В то же время Штейн преподавал искусство театра кукол в Уфимском институте искусств.
В 1977 году Штейн был удостоен звания заслуженного деятеля искусств Башкирской АССР. Театр был удостоен премии комсомола Башкирии им. Г. Саляма 1978 года за репертуар 1976—1978 годов. На вечерние взрослые спектакли были аншлаги. «Постепенно театр завоевал невероятную популярность. Даже был период, когда все студенты актёрского отделения Уфимского института искусств хотели перейти на кукольников», — говорит ученик Штейна, народный артист России Айрат Ахметшин. — «А планы у Штейна были большие: дальше он хотел ставить „Капитанскую дочку“, „Мёртвые души“, „В ночь лунного затмения“… Театр шёл в гору, его выдвинули на Государственную премию, но всё оборвалось в один момент. В 1983 году произошла ссора директора театра и главного режиссёра, принципиальный Штейн на компромисс не пошёл и уехал в Москву».

### Возвращение в Москву. Волшебная лампа
Марина Грибанова вспоминает, что когда они вернулись из Уфы в Москву в 1983 году, работы в московских театрах для них со Штейном не было. Они продавали книги из своей библиотеки и ставили спектакли в разных городах: «Маугли» (1984) в Удмуртском театре кукол в Ижевске, «Сеньор рыцарь» (1985) в Московском городском театре кукол и другие постановки в Смоленске, Вологде, Владимире, Элисте.
Целых четыре года они бились, пытаясь создать свой театр. Помощь пришла неожиданно от Олега Ташаева, и в 1989 году Штейн создал-таки в Москве свой театр: Театр детской книги «Волшебная лампа» на Сретенке. Театр был открыт премьерой спектакля «Приключения Буратино». Вокруг «Лампы» собрались детские писатели и драматурги Г. Сапгир, А. Усачёв, Р. Сеф, В. Берестов, Г. Остер и другие. Со временем здесь появились спектакли «Сказки доктора Сьюза», «Буратино», «Винни-Пух и все, все, все…», «Как дожить до субботы», «Кошкин дом», «Капитанская дочка», «Принцесса на горошине» и многие другие.
Штейн работал в «Волшебной лампе», преодолевая большие трудности: последние десять лет своей жизни он был прикован к инвалидной коляске. В театр его привозила жена, Марина Грибанова. «А каждый вечер, когда мы возвращались домой, нас ожидало испытание: восемь ступенек до лифта», — с горечью вспоминает она.
Собственный недуг подвигнул Штейна обратить пристальное внимание на детей-инвалидов. Он задался целью им помогать, «будить в них творческий гений, который живёт в каждом ребёнке». Штейн нашёл единомышленников в международном движении «Добро — без границ», и в 1996 году при театре «Волшебная лампа» был открыт благотворительный центр творческой реабилитации детей с ограниченными возможностями. Занятия с детьми проходили в форме театральных уроков литературы, к которым Штейн привлекал музыкантов, художников, писателей.
В 2000 году Владимир Штейн умер. За создание Московского театра детской книги «Волшебная лампа» ему была посмертно присуждена Государственная премия Российской Федерации 2002 года в области литературы и искусства. Также он был удостоен медали ордена «За заслуги перед Отечеством» 2‑й степени (2001), Почётный диплом Московской Городской Думы (2000) и премии Мэрии Москвы в области литературы и искусства (2000).

## Главные работы

### «Божественная комедия» (1976)
Первой работой Штейна в новом здании Башкирского театра кукол (и первым в истории театра спектаклем для взрослых) стала «Божественная комедия» Исидора Штока. Это был не повтор образцовского спектакля, а оригинальная постановка. Исидор Шток написал по заказу Штейна новый сценарий: поменялось время, и он осовременил пьесу. Как писала Р. Самигуллина, «Штейн сделал акцент на становлении Адама и Евы и превращении их в настоящих людей, не только выстраивая внутреннюю логику персонажей, заданную автором пьесы, но содержательно используя и различную технику кукол. В раю Адам и Ева — куклы-марионетки, по заданию Бога управляемые Ангелами. Зависимость первых людей была подчёркнутой и буквальной. Мужчина и женщина мирились, ссорились и не подозревали, что зависимы. Однако в сцене изгнания из рая люди совершали первый самостоятельный поступок — они рвали нити. … По земле Адам и Ева ходили сами (они были тростевыми куклами, которые, как известно, предполагают „чувство пола“). Появление же в финале живых актёров-исполнителей со словами: „Вот так мы и стали людьми“ — было естественным и понятным. Начавшись с бутафорского яблока, действие заканчивалось тем, что на сцену выходили красивые, свободные люди и… грызли настоящие яблоки. Так завершался спектакль, в котором сам режиссёрский приём становился развёрнутой содержательной метафорой».
Для финала была написана новая песня — «Гимн Человеку», которую записал специально для этой постановки Зиновий Гердт.

### «Белый пароход» (1977)
Повесть Чингиза Айтматова «Белый пароход» Штейн предлагал к постановке ещё Сергею Образцову, когда работал в его театре, однако Образцов отказался. В Уфе за разрешением главного режиссёра дело не стояло, однако возникла другая проблема: Чингиз Айтматов категорически отказался, объясняя свою позицию тем, что театр кукол — это всегда смешно, а «Белый пароход» — трагедия. В дело вступился тесть Штейна — писатель Борис Грибанов, который поручился Айтматову, что это не будет смешно, что это будет трагедия, и Айтматов, наконец, разрешил.
В спектакле «Белый пароход», где были задействованы люди, куклы, Штейн применил полузабытый режиссёрский приём — «моновидение». Штейн показал зрителям повесть Айтматова глазами её главного героя — семилетнего мальчика. Борис Голдовский приводит следующие слова Н. Смирновой о спектакле: «Всё, что изображалось на сцене, стало не более чем овеществлением самосознания героя. Мальчик видел „людей кордона“ всех вместе: сложением из начальственного кителя, намертво застёгнутых кофт, навсегда навёрнутых на головы платков, больших цепких рук, прочно стоящих на земле ног. Они нерасторжимой группой плотно сидели на больших белых кубах — будто рождённые с гримасами величия».
Спектакль был синтезом театра кукол и театра драмы. Актёры в какой-то момент отстранялись от своих персонажей-кукол, как бы становясь их судьями. Голдовский приводит слова Н. Ф. Райтаровской: «В бытовых сценах <…> зрители актёров не видели: они скрывались за большими, почти в рост человека, куклами, и его обитатели представали как одно целое — громадной шевелящейся массой. В те же моменты, когда авторы спектакля хотели сказать зрителю что-то важное, актёры выходили „из-за кукол“. Таких выходов было много, и особо действенными они были тогда, когда актёрам становилось словно невмоготу разыгрывать эту страшную историю дальше. Например, в эпизоде со стариком Момуном, когда тот после того, как застрелил Мать-олениху, напивался с горя, игравший его актёр относил куклу на авансцену и брезгливо отходил в сторону, но когда гас свет, возвращался и в полумраке, словно стыдясь своей жалости, со слезами на глазах уносил Момуна на вытянутых, одеревеневших руках».
«Театр рассказывал грустную сказку тревожно, неторопливо», — говорила о спектакле Н. Смирнова. — «Режиссёру важно было, чтобы зрители поняли всё до конца: кто убил мальчика и почему он, маленький умел жить чисто и беречь свои идеалы, мечту свою, и почему сварливые и глупые его родственники не смогли сохранить ни своего человеческого достоинства, ни верности доброй славе своего народа».
«Белый пароход» представлял Российскую Федерацию на Международном фестивале театров кукол Азии в Ташкенте, где получил высшую награду. Председателем жюри на том фестивале был Сергей Владимирович Образцов, и, по словам очевидцев, во время просмотра он даже тайком смахивал слезу. «Глядя на ваш спектакль — я учился. Оказывается, средствами театра кукол можно ставить и трагедии!» — сказал он своему бывшему ученику Владимиру Штейну.

### «Галима» (1980)
Спектакль по повести «Черноликие» башкирского писателя Мажита Гафури был заказан Штейну Башкирским обкомом партии. По предложению Грибановой, Александр Баранов написал сценарий белым стихом, и «получилась совершенно потрясающая история о мусульманских Ромео и Джульетте. Опять трагедия. И, конечно же, совершенно фантастическая!», — как вспоминает Грибанова.
«Галиму» Штейн сделал в «чёрном кабинете». Для актёров была использована напоминающая стадионную трибуну «чешская лестница», каждая из пяти ступеней которой освещалась своим собственным световым коридором. Переключение световых коридоров позволило существовать в жанре «фантастического реализма» (термин Натальи Ильиничны Смирновой): если влюблённые парят в воздухе, то они совершенно спокойно превращаются в двух лебедей; а когда на молодого человека нападают злобные старухи, то они, естественно, оборачиваются каркающими воронами. Штейн превратил соцреализм в фантасмагорию.
На фестивале в Венгрии спектакль «Галима» получил награду Гран-при.

## Ученики
- Юрий Богатырёв — актёр театра и кино, народный артист РСФСР. С 1965 года занимался в студии детского кукольного театра «Глобус» Московского Дворца пионеров под руководством Владимира Штейна. Именно в тот период у Богатырёва произошла переориентация интересов с живописного творчества на творчество театрально-художественное. В результате в 1966 году он ушёл из Художественно-промышленного училища имени М. И. Калинина и поступил в Театральное училище имени Щукина[39].
- Айрат Ахметшин — актёр и режиссёр театра кукол, народный артист России. Молодым актёром работал в Башкирском театре кукол под руководством Владимира Штейна. В 1991—1994 годах обучался в Российском институте переподготовки деятелей искусства и культуры на курсе В. М. Штейна[17].

## Память
Театральный критик Наталия Райтаровская написала о Штейне книгу «Владимир Штейн. История одного театра и судьбы». Режиссёр Александр Павлов снял о нём документальный фильм «Лопнувшая струна». Спектакли, которые он поставил, до сих пор идут в театре кукол имени Образцова и в театре «Волшебная лампа».